# 朝鮮農業勞動者同盟
朝鮮農業勞動者同盟是朝鮮民主主義人民共和國境內唯一官方的全國性農業工會聯合會，隶属于朝鲜劳动党统一战线部祖国统一民主主义战线。該組織成立於1946年1月31日，其宗旨為以社會主義和主體思想鼓勵農民生產。現任委員長是金昌葉。

## 关联条目
- 朝鮮職業總同盟